# Empis aldrichii
Empis aldrichii är en tvåvingeart som beskrevs av Axel Leonard Melander 1902. Empis aldrichii ingår i släktet Empis och familjen dansflugor. Inga underarter finns listade i Catalogue of Life.